# باستان (فیلم)
«باستان» (انگلیسی: The Antique (film)) یک فیلم است که در سال ۲۰۱۴ منتشر شد.